# John Buckler
John Buckler, född i Louisville, Kentucky, amerikansk historiker. 
Buckler studerade vid University of Louisville och Harvard. 1984-85 var han vid Institut für Alte Geschichte vid universitetet i München. Han har föreläst vid universiteten i Genève och Freiburg. Professor i grekisk historia vid University of Illinois i Urbana.
Han har skrivit artiklar i The American Historical Association's Guide to Historical Literature (1995), The Oxford Classical Dictionary (1996) och Encyclopedia of Greece and the Hellenic Tradition (1999). Han har även bidragit till artiklar i A History of World Societies, ett mastodontverk om världshistorien som utkommit i flera upplagor. 